# دونالد باركر
دونالد باركر هو حكم كندي، ولد في 11 نوفمبر 1929 في إدمونتون في كندا، وتوفي في 22 نوفمبر 2016.